# Le Puits (film, 1997)
Cet article concerne le film de Samantha Lang. Pour le film de Louis Feuillade, voir Le Puits.
Pour les articles homonymes, voir Le Puits.
Pour plus de détails, voir Fiche technique et Distribution.
Le Puits est un film australien réalisé par Samantha Lang et sorti en 1997.
Il est tiré du roman éponyme d'Elisabeth Jolley.

## Synopsis
Hester est une femme qui vit dans une ferme isolée avec son père Francis. Son amie Katherine, plus jeune et sans racines travaille comme femme de ménage. Les deux amies incarnent chacune ce qui manquait dans la vie de l'autre. Quand son père meurt, Hester décide de vendre la propriété et planifie avec Katherine de partir en Europe. Mais un accident tragique va changer leurs plans.

## Fiche technique
- Titre original : The Well
- Titre français : Le Puits
- Réalisation : Samantha Lang
- Scénario : Laura Jones
- Décors : Michael Philips
- Costumes : Anna Borghesi
- Photographie : Mandy Walker
- Montage : Danny Cooper
- Musique : Stephen Rae
- Production : Sandra Levy
- Société de production : New South Wales Film & Television Office et Southern Star Xanadu
- Sociétés de distribution : Chapel Distribution
- Pays de production :  Australie
- Langue originale : anglais
- Budget : 3 400 000 $
- Format : couleur
- Genre : drame
- Durée : 101 minutes
- Dates de sortie :
  - France : 14 mai 1997 (Festival de Cannes)
  - Australie : 31 juillet 1997

## Distribution
- Pamela Rabe : Hester
- Miranda Otto : Katherine
- Paul Chubb : Harry Bird
- Frank Wilson : Francis Harper
- Steve Jacobs : Rod Bordern
- Genevieve Lemon : Jen Bordern
- Simon Lyndon : Abel
- Kati Edwards : Molly
- Jennifer Kent : Marg Trinder
- Stephen Rae : Murray Trinder